# SC Wacker Leipzig
Maillots
Le SC Wacker Leipzig fut un club allemand de football localisé dans la wille de Leipzig dans la Saxe.
Il semble que le club reconstitué en 1945 ne se réclama être l’héritière du FC Wacker initial.

## Histoire
Le club fut formé le 24 février 1895 par la fusion entre des clubs d'écoles, le Concordia Leipzig et le Saxonia Leipzig. Le club reçut alors le nom de Fussball-Club Wacker Leipzig. En 1896, le Wacker fut un des fondateurs de la  Verband Mitteldeutscher Ballspiel-Vereine (VMBV).
En janvier 1900, le club fut un des fondateurs de la Fédération allemande de football (DFB).
En 1908, le FC Wacker remporta le titre de la VMBV et put ainsi participer à la phase finale nationale. Au premier tour, le club saxon élimina le VfR 1897 Breslau (1-3) puis fut sorti par le Berliner TuFC Viktoria 89 (0-4).
Le club changea son nom en Sport-Club Wacker Leipzig' en 1918. En 1921, il fut rejoint par le Friesen Leipzig.
En 1929,le SC Wacker fut sacré champion de la Verband Mitteldeutscher Ballspiel-Vereine. Il fut éliminé (1-5), dès les huitièmes de finale de la phase nationale, par le FC Schalke 04. 
Après la réorganisation du football allemand ordonnée et exécutée par les Nazis dès leur arrivée au pouvoir en 1933, le SC Wacker Leipzig fut un des fondateurs de la Gauliga Saxe. Le club resta dans cette ligue jusqu'en 1937 puis fut relégué. Il remonta dans le Gauliga Saxe à deux reprises 1940 et en 1944.
Après la capitulation de l'Allemagne nazie, la Saxe se retrouva en zone soviétique. Tous les clubs et associations furent dissous. À partir de 1949, La ville de Leipzig et la Saxe firent partie de la RDA.
Un club fut reconstitué sous la dénomination Sportgemeinschaft (SG) Motor Gohlis-Nord Leipzig et joua dans une ligue régionale (Bezirkliga Leipzig) en 1946. Le club progressa jusqu'en DDR-Liga (D2) en 1958, sous l'appellation BSG Motor Nord Leipzig.
Note: Il semble que l'appellation BSG Motor Nord fut aussi portée par l'actuel SG Olympia 1896 Leipzig, qui s'appelait alors BSG Lok Nord, en 1961, après une fusion avec le BSG Motor Gohlis. 
Après quelques saisons dans le top 3 de la D2 est-allemande, le club redescendit jusqu'en Berzirksliga Leipzig (4e niveau) en 1963. Après une saison, le club disparut dans les séries les plus basses et finit par disparaître.

## Stades
Wacker joua ses premiers matches à domicile à la Gohliser Exerzierplatz (1902-1923) avant de s'installer à la Wacker-Platz Debrahof (1923-1945). Après la Seconde Guerre mondiale, le club joua au Wackerstadion Debrahof appelé de nos jours Stadion des Friedens.

## Palmarès
- Champion de la Verband Mitteldeutscher Ballspiel-Vereine (VMBV): 2 (1902, 1908)
- Coupe du Centre: 1 (1929)

## Personnalités
- Erich Albrecht – International contre l'Angleterre en 1909.
- Hans Riso – International contre l'Suisse en 1910.
- Otto Reislant – International contre l'Belgiqueen 1910.
- Heinz Carolin

## Sources et liens externes
- Das deutsche Fußball-Archiv historical German domestic league tables (de)